# Sanromà (motocicleta)
Sanromà fou una marca catalana de motocicletes i tricicles de repartiment, fabricats a Barcelona durant els anys 50.
L'empresa començà venent motocicletes estrangeres lleugerament adaptades al gust dels seus clients, sota la marca Sanromà, per passar durant els anys 50 a fabricar tricicles lleugers equipats amb motors Gamo i Cucciolo.